# Apotropina tomentosa
Apotropina tomentosa är en tvåvingeart som beskrevs av Cherian 2002. Apotropina tomentosa ingår i släktet Apotropina och familjen fritflugor. Inga underarter finns listade i Catalogue of Life.